# Битва при Верцеллах
Битва при Верцеллах или Сражение на Раудийском поле — последняя битва Кимврской войны, состоявшаяся 30 июля 101 года до н. э. между коалицией германских племён и легионами Гая Мария. Битва окончилась полной победой Рима и предотвратила дальнейшее продолжение войны.

## Предыстория
Узнав о разгроме тевтонов и о неудачах Катула, оттеснённого кимврами к Паду, римляне заочно избрали Мария консулом на следующий год (101 г. до н. э.). Он отказался от предоставленного ему сенатом триумфа и соединил свою армию с войском Квинта Лутация в Цизальпийской Галлии. Совместно Марий и Катул перешли Пад. Источники рассказывают о переговорах с кимврами, упоминая в связи с этим только Мария, чьи полномочия были выше. Рядом манёвров римляне смогли оттеснить германцев на относительно небольшое пространство в районе Верцелл, где те начали испытывать трудности со снабжением. На Раудийских полях при Верцеллах 30 июля 101 г. до н. э. произошла решающая битва. Согласно Флору, Марий договорился с Бойоригом о месте битвы.

## Диспозиция и силы сторон
Источники утверждают, что германцы накануне битвы представляли собой «огромное и ужасное множество», выглядевшее как «безбрежное море»; их пехота в боевом строю составила квадрат с длиной стороны около 30 стадиев, а конницы было 15 тысяч. Античные авторы называют невероятные цифры (Диодор Сицилийский говорит о 400-тысячной армии). Современные историки считают, что у кимвров было 45—48 или даже всего 25—30 тысяч воинов.
Римлян же было 52 300, из них 32 тысячи воинов Мария. На стороне римлян был перевес в коннице.Консул поставил людей Квинта Лутация в центре, а свои подразделения — на выступавших флангах. Позже Катул и Сулла утверждали в своих воспоминаниях, что Марий сделал это, рассчитывая только своими силами одержать победу и получить всю славу, но неправдоподобность этой версии очевидна. Вероятно, воинам Квинта Лутация была предназначена более пассивная роль из-за того, что они были хуже подготовлены и вооружены. Строй римского войска был обращен на восток и сверкал в лучах солнца, что жутко напугало кимвров.

## Ход битвы
Если верить Плутарху, воины Мария против его воли бросились преследовать нанёсшую первый удар кимврскую конницу, но из-за густой пыли «долго блуждали по равнине»; Орозий говорит, что римляне первыми ударили по конникам варваров, пока они не видели их. Это полностью расстроило кимвров и они обратились в бегство. В это время перешедшая в наступление пехота варваров наткнулась на подразделения Катула. Здесь и развернулось главное сражение.
Истинность этого рассказа, основанного на воспоминаниях Суллы и Катула, оспаривается историками. Предполагается, что в ходе сражения было куда меньше неожиданностей для римской стороны. Воины Мария разбили кимврскую конницу, оба фланга соединились у лагеря варваров, а затем нанесли удар в тыл основным частям противника, где им противостоял Катул. После этого, битва превратилась в избиение. По показаниям древних историков, женщины кимвров, увидевшие поражение мужчин, сами выступили против римлян, а когда начали проигрывать, покончили с собой.
Источники сообщают о 120 или 140 тысячах убитых и 60 тысячах пленных; Веллей Патеркул пишет о более чем 100 тысячах тех и других вместе. Среди погибших были два царевича, совершивших самоубийство; сам глава коалиции Бойориг и вождь Лугий.

## Последствия
Битва при Верцеллах стала последней в Кимврской войне и отсрочила нападения варваров на двадцать лет.
Сразу после сражения начался спор между воинами двух военачальников о том, кто внёс больший вклад в победу. Третейскими судьями стали пармские послы, которых люди Квинта Лутация водили по полю боя и показывали копья с именем Катула, которыми были пронзены тела кимвров. О результатах ничего не известно; вероятно, такие споры были вполне обычным делом для той эпохи.
По случаю победы Марий и Катул были удостоены триумфа. Марию, если верить Плутарху, предложили справить триумф одному, но он отказался, будто бы опасаясь гнева воинов Квинта Лутация. Видимо, в действительности Марий продолжал считать Катула своим союзником и не хотел давать нобилитету новые причины для антипатии. Тем не менее, вся слава досталась Марию, который достиг пика своей популярности. Его называли спасителем отечества и третьим основателем Рима, а за трапезой ему совершали возлияния наравне с богами. На средства из захваченной добычи Марий основал храм Чести (Honos) и Доблести (Virtus).
Сам Квинт Лутаций в честь победы занялся строительством: на свою долю добычи он построил особняк на Палатине и портик на месте дома Марка Фульвия Флакка, одного из союзников Гая Гракха, украсив обе постройки трофеями Кимврской войны. Кроме того, Катул украсил храм Фортуны, обет которой принёс в начале битвы при Верцеллах, двумя статуями работы Фидия
Позже Катул в мемуарах постарался изобразить себя главным победителем при Верцеллах. Многие достижения Суллы и Катула в этой войне иногда считаются преувеличенными из-за того, что описывающая войну традиция в основном восходит к автобиографиям Суллы и Катула, которые, по-видимому, были направлены против Мария.

## В культуре
- Колин Маккалоу. «Первый человек в Риме» (общая глава «Год седьмой (104 г. до Р. X.), консульство Гая Мария (II) и Гая Флавия Фимбрии; год восьмой (103 г. до Р. X.), консульство Гая Мария (III) и Луция Аврелия Ореста; год девятый (102 г. до Р. X.), консульство Гая Мария (IV) и Квинта Лутация Катула Цезаря»).